# Bottanuco
Bottanuco – miejscowość i gmina we Włoszech, w regionie Lombardia, w prowincji Bergamo.
Według danych na styczeń 2009 gminę zamieszkiwały 5243 osoby przy gęstości zaludnienia 965,6 os./1 km².